# Vatileaks
Vatileaks és el terme que el portaveu del Vaticà, Federico Lombardi va utilitzar per anomenar l'escàndol d'una llarga sèrie de documents secrets que van arribar a les mitjans de comunicació italians, des de la fi del 2011, per analogia amb l'escàndol comparable a Wikileaks.
Des del 2011 va començar a filtrar tota una sèrie de documents interns del Vaticà cap a les mitjans de comunicació. Tracten fets de corrupció, de mala gestió i d'avantatges il·lícits i d'una crítica pesada a la direcció del banc vaticà, l'Institut per a les Obres de Religió. De 2011 fins a la seva arrestació el 25 de maig de 2012, Paolo Gabriele, el majordom del papa Benet XVI hauria robat documents secrets fora dels murs. És una de les úniques persones, junts amb quatre monges i els dos secretaris particulars Georg Gänswein i Alfred Xuereb que tenen accés a l'apartament privat de Josep Ratzinger.
Quan el periodista Gianluigi Nuzzi va publicar el seu llibre amb el títol Sua Santitá al qual es troben documents secrets de Benet XVI: cartes, faxos, resums de conversacions els serveis de la cúria van començar a inquietar-se.
Vers la fi d'abril 2012, Josep Ratzinger va ordenar tres cardenals en una comissió d'enquesta criminal, conduïda per l'arquebisbe Giovanni Angelo Becciu. Pocs vaticanòlegs pensen que Gabriele hagués actuat tot sol.
Malgrat l'arrest de Gabriele, noves informacions secretes continuen filtrant. Queda segur que el presumpte talp empresonat no és més que un petit en una lluita interna de poder entre diverses fraccions del Vaticà. A l'estat actual de l'escàndol, la qüestió Cui prodest scelus? (A qui aprofita el crim?) encara queda sense resposta. «L'inici de les hostilitats entre els porprats només presagia el final del pontificat.»
El 6 d'octubre de 2012, Paolo Gabriele va ser condemnat a un any i mig de presó. Malgrat la sentència ràpida, moltes qüestions queden sense resposta: els còmplices i el paper d'eventuals mandants. El paper de prelats que van testimonejar o que Gabriele va citar, no va ser clarificat. Tot i que Gabriele va admetre que hi havia dos altres laics implicats, el president del tribunal va evitar d'apregonar qualsevol altra pista que la del furt agreujat. La pena va esdevenir efectiva el 25 d'octubre, quan cap partit va apel·lar. Va ser empresonat a una cel·la a la gendarmeria vaticana.